# Муниципальная библиотека Нанта
Муниципальная библиотека Нанта (фр. Bibliothèque municipale de Nantes) — публичная библиотека во Франции, расположенная в городе Нант (регион Пеи-де-ла-Луар). Представляет собой несколько объединённых в сеть библиотек, главной из которых является медиатека Жака Деми (набережная Фосс, 24).

## История
Первая публичная библиотека в Нанте была открыта 29 ноября 1753 года по соглашению между муниципалитетом и священниками-ораторианцами, предоставившими общественности доступ к своей библиотеке,  фонд которой составлял примерно 10 000 томов. Правительство города взяло на себя обязательство оплачивать текущие расходы: до пятисот ливров в качестве заработной платы директора библиотеки и до трёхсот ливров на пополнение фонда.
Во время Великой французской революции объём фонда библиотеки удвоился вследствие конфискаций, проведённых в этот период. В 1893 году Дон Боннар, бывший бенедиктинец, отвечавший за опись фонда, насчитал «солидное число 22 429 томов».
28 января 1803 года коллекции, конфискованные в революционный период, были переданы муниципальным властям. 26 февраля 1809 года библиотека была помещена на втором этаже Halle au Blé.
После революции 1848 года мэром Нанта стал Эварист Коломбель. Он назначил поэта Эмиля Пеана хранителем городской библиотеки. Пеан оставался на этой должности до своей смерти в 1876 году и в течение всего этого времени активно приобретал книги. Таким образом, если в период с 1809 по 1848 год средний прирост фонда за счёт пожертвований или покупок составлял всего 300 в год, то после прихода Пеана этот средний показатель вырос до 1000–1200 книг в год. За 28 лет объём фонда возрос с 36 000 до более чем 100 000. Параллельно проходило составление каталога, первый том которого был издан в 1859 году. В этот же период Halle au Blé был снесён, поэтому в 1881 году библиотека переехала в здание монастыря визитанток, а 19 апреля 1900 года — в здание Музея изящных искусств.
В соответствии с указом от 31 января 1920 года хранитель библиотеки Марсель Жиро-Манжен и его заместитель Луи Гримо совмещали свои обязанности с обязанностями хранителей муниципальных архивов, получая за это ежегодные выплаты в размере 2 000 и 1 800 франков соответственно. Такая система управления действовала до 25 апреля 1975 года.
После Второй мировой войны библиотека создала сеть вспомогательных структур: библиотеки Гарде-Дье и Шантене в 1945 году, библиотеку Эрлона в 1954 году и библиотеку Брей-Мальвилля в 1968 году. В 1968 году был запущен первый букмобиль «Нант» с 6000 томами на борту (второй букмобиль должен был быть введён в эксплуатацию в 1996 году). В апреле 1982 года началась компьютеризация всей общественной читательской сети. В 1981 и 1982 годах были открыты библиотеки Дулона и Альвека, а в 1983 году — библиотека Ла Буасьера. В 1984 году в здании бывшей табачной фабрики была открыта первая мультимедийная и компьютеризированная библиотека в Нанте.
Годом позже, в 1985 году, большая часть фондов, хранившихся до этого в части Музея изящных искусств, была передана в новую медиатеку Жака Деми. В течение следующих тридцати лет были открыты ещё три мультимедийные библиотеки.

## Современное состояние
В 2015 году в библиотеке работало 160 человек. Объём фонда составлял:
- 400 000 документов в свободном доступе;
- 13 500 оцифрованных документов с возможностью удалённого доступа;
- 284 000 документов наследия;
- 204 000 учебных документов с возможностью удалённого доступа;
- 1400 подписок на журналы и онлайн-ресурсы.

Ежегодно 1 600 000 документов выдаются более чем 46 500 читателям.